# سيكسوتوموماب
سيكسوتوموماب هو جسم مضاد وحيد النسيلة لعلاج الأورام الصلبة، تطورته شرطة إمكلون سستمز.